# Sarlacc
De sarlacc is een eeuwenoud organisme in het fictieve universum van Star Wars.
Het leeft in de Grote Put van Carkoon, onder het zand van de Duinzee op de planeet Tatooine. Sommige wetenschappers geloven dat de sarlacc een plantaardig wezen is, met een uitgebreid wortelstelsel, hoewel niemand de tijd heeft genomen om dit gevaarlijke creatuur aan een grondig onderzoek te onderwerpen.
De oogloze sarlacc is (net als de Graboid uit de Tremors-filmreeks) afhankelijk van geluid en andere vibraties om zijn prooi, normaliter iets dat per ongeluk in de zanderige put is beland, te lokaliseren. Er zijn kennelijk andere sarlacci op Tatooine en op andere planeten, maar het beest in de Grote Put van Carkoon schijnt de grootste van Tatooine te zijn, een sarlacc op Felucia met de naam de Ancient Abyss is zelfs nog groter dan de sarlacc in de Grote Put van Carkoon en mogelijk de grootste sarlacc die ooit geleefd heeft.
De sarlacc maakt zijn indrukwekkendste opwachting in Star Wars: Episode VI: Return of the Jedi, als Jabba de Hutt bevel geeft Luke Skywalker, Han Solo en Chewbacca in de mond van het beest te werpen. Er wordt gezegd dat de slachtoffers van de sarlacc gedurende duizend jaar verteerd worden en de hele tijd in leven gehouden worden door verteringssappen. In de film duwt Han Solo per ongeluk de beruchte premiejager Boba Fett de Grote Put in. Hoewel de film laat zien dat hij in het hol van de sarlacc valt, wordt er in de Star Wars canon van het Star Wars Expanded Universe onthuld dat Boba ontsnapt is. Ondanks de sarlaccs behendigheid is deze ontsnapping, gezien Fetts verbazingwekkende vasthoudendheid aan het leven, niet overmiraculeus.
Van de sarlacc kreeg men oorspronkelijk alleen de put waar hij in woont en enkele van zijn tentakels te zien. Voor de speciale editie van Return of the Jedi uit 1997 heeft de sarlacc een gedaanteverandering ondergaan. Met behulp van computeranimatie zijn extra tentakels en een snavelvormige bek toegevoegd om de sarlacc er woester uit te laten zien.